# Francisco de Oliveira Vidal
Francisco de Oliveira Vidal (* 28. April 1964 in Rio Pomba, Minas Gerais) ist ein brasilianischer römisch-katholischer Geistlicher und Bischof von Alagoinhas.

## Leben
Francisco de Oliveira Vidal studierte Philosophie am Priesterseminar für den Nordosten des Bundesstaates Minas Gerais in Teófilo Otoni und von 1984 bis 1987 Theologie an der Pontifícia Universidade Católica de Minas Gerais. Am 1. Mai 1988 empfing er das Sakrament der Priesterweihe für das Bistum Governador Valadares.
Nach der Priesterweihe war er in der Pfarrseelsorge tätig. Von 2001 bis 2002 studierte er in Rom an der Päpstlichen Akademie Alfonsiana und erwarb das Lizenziat in Moraltheologie. In seinem Heimatbistum war er als Koordinator für die Familienseelsorge, Rektor des philosophischen Seminars und als Koordinator der Diakonenausbildung tätig. Er gehörte dem Priesterrat, dem Konsultorenkollegium und dem Verwaltungsrat des Bistums an. Außerdem lehrte er am diözesanen Priesterseminar, war Dompfarrer an der Kathedrale sowie Diözesankoordinator für die Seelsorge. Ab 2020 war er Regens des Diözesanseminars und Direktor des theologischen Instituts Dom Hermínio Malzone Hugo.
Am 27. September 2022 ernannte ihn Papst Franziskus zum Bischof von Alagoinhas. Die Bischofsweihe spendete ihm der Bischof von Governador Valdares, Antonio Carlos Félix, am 19. November desselben Jahres in der Kirche Nossa Senhora Aparecida in Governador Valadares. Mitkonsekratoren waren der Erzbischof von Vitória, Dario Campos OFM, und der Bischof von Caratinga, Emanuel Messias de Oliveira. Die Amtseinführung im Bistum Alagoinhas fand am 17. Dezember 2022 statt.